# Acetàbul
|  | Per a altres significats, vegeu «Acetàbul (morfologia)». |

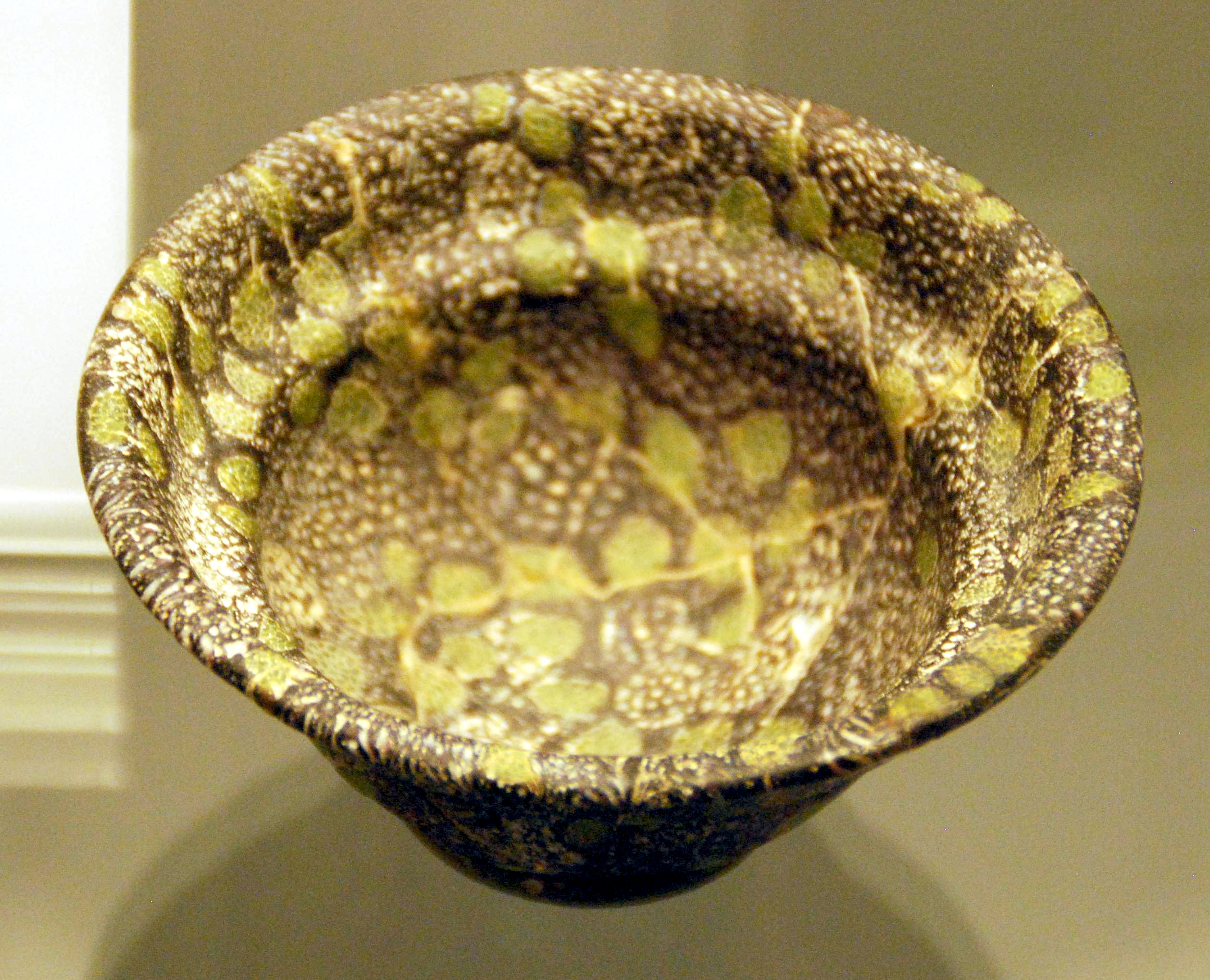
Acetàbul romà al Museu August Kestner de Hannover

Un acetàbul (en llatí acetabulum) és un vas de boca ampla destinat a contenir vinagre, mel i altres condiments, que usaven els romans en els menjars. El seu nom deriva d'acetum (vinagre), però Quintilià afirma que també l'usaven per a altres ingredients. Tenia forma rodona, poc fonda i un xic acampanada, i podia ser de plata.
També era una unitat de mesura de líquids romana equivalent a 0,068 litres, a un quart d'hemina i un octau del sextari. Contenia en líquid un cinquè d'una dracma àtica, segons diu Plini el Vell.